# Podoima, Stînga Nistrului
Podoima este satul de reședință al comunei cu același nume din raionul Camenca, Unitățile Administrativ-Teritoriale din Stînga Nistrului (Transnistria), Republica Moldova. De facto este controlat de autoritățile separatiste din stânga Nistrului.
Satul beneficiază de condiții naturale deosebit de prielnice în vederea practicării agriculturii (solul și proximitatea de râul Nistru).
Majoritatea populației e de etnie românească, iar ca religie, tot majoritatea aparține cultului creștin ortodox. Biserica locului e închinată în amintirea și cinstirea nașterii Sf. Fecioare Maria.

## Istorie
Teritoriul Podoimei a fost locuit încă din sec. XII î.Hr., potrivit săpăturilor arheologice. Prima atestare documentară a satului e din 1729, fiind locuit la acea vreme de moldoveni din Țara Moldovei (coloniști aduși de autoritățile poloneze). În 1824 a fost sfințită prima biserică ortodoxă, având hramul „Sf. Treime”. La începutul secolului al XX-lea, sătenii au fost implicați în tulburările țărănești și în evenimentele războiului civil din Rusia. 
După instaurarea puterii sovietice în sat, în anii '30, țăranii prosperi locali („chiaburii”) au fost persecutați, iar unele familii au fost forțate să fugă în partea dreaptă a Nistrului, în Basarabia românească. Începând din 1959, satul a început să prospere, la nivel de industrie agricolă, treptat căpătând un aer urban tot mai pronunțat. După 1991, când destrămarea Uniunii Sovietice, bunăstarea locuitorilor s-a disipat, doar o parte din vechile instituții urbane sovietice ale administrației locale actuale continuând să mai funcționeze. 

## Personalități

### Născuți în Podoima
- Chiril Draganiuc (1931–2004), om de știință, medic și om de stat sovietic și moldovean.
- Mihail Popovici (1942–), academician moldovean, specialist în domeniul cardiologiei.